# NGC 3005
NGC 3005是一个位于大熊座的螺旋星系，1851年1月25日由宾顿·斯通尼发现。NGC 3005属于NGC 2998星系群，该星系群还包括NGC 2998、NGC 3002、NGC 3006、NGC 3008等星系。